# Fangoria
Pour les articles homonymes, voir Fangoria (homonymie).
 (septembre 2011).
Si vous disposez d'ouvrages ou d'articles de référence ou si vous connaissez des sites web de qualité traitant du thème abordé ici, merci de compléter l'article en donnant les références utiles à sa vérifiabilité et en les liant à la section « Notes et références ».
Fangoria est un groupe de musique espagnol de Glam rock, Electro et rock gothique composé d'Alaska et de Nacho Canut. Fangoria est né de l'antérieur groupe Alaska y Dinarama. C'est l'un des visages de la movida.

## Biographie

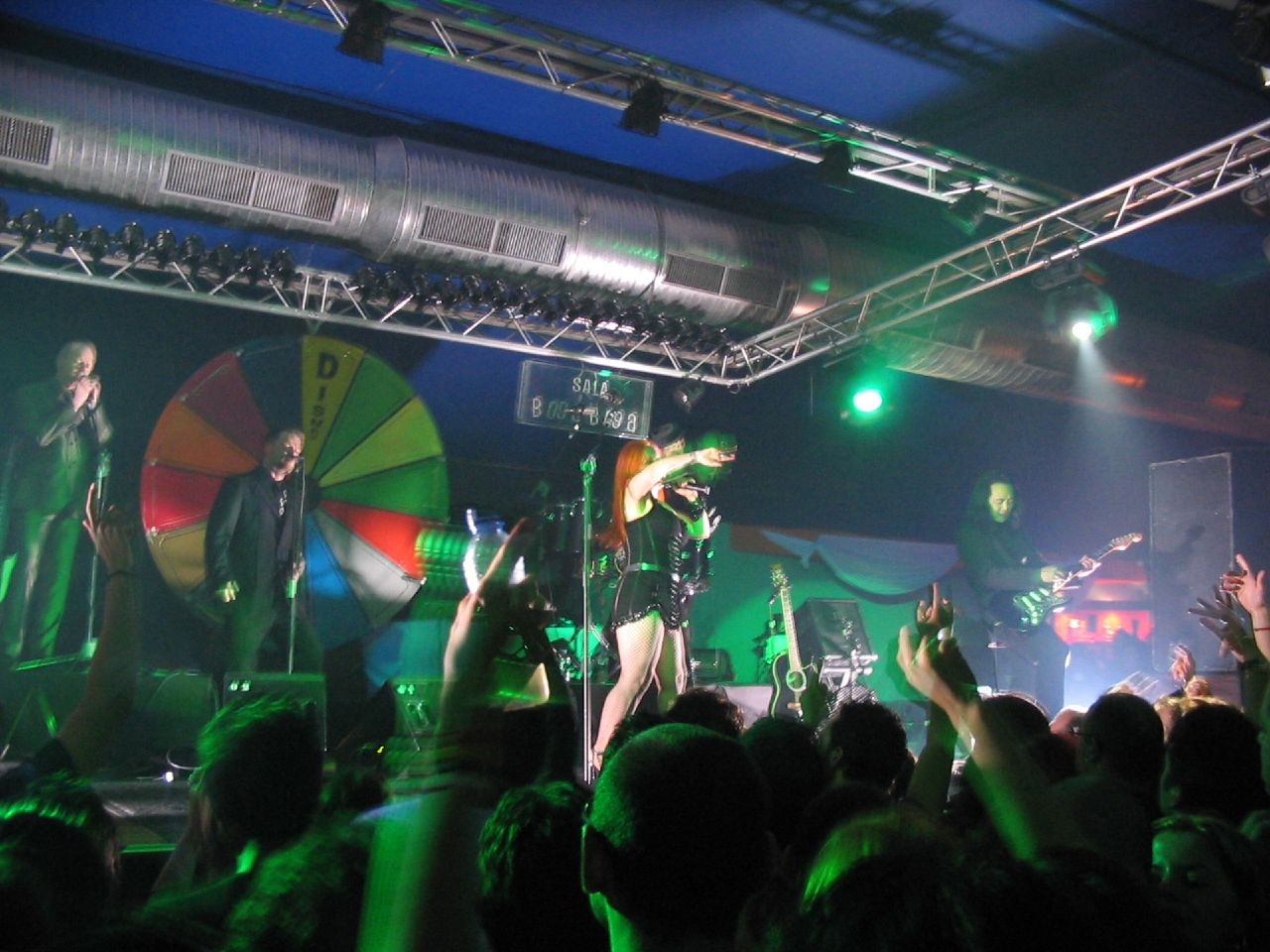
Fangoria en concert en 2005.

Olvido Gara (Alaska) est née en 1963 à Mexico et fait ses débuts sur scène en 1978 avec le groupe Kaka de Luxe, un groupe punk disparu en 1979. C'est alors qu'elle lance le groupe Los Pegamoides avec Nacho Canut et Carlos Berlanga. Remplacé plus tard par Dinamara[Par quoi ?]. Dès 1984, Alaska connaît plusieurs succès musicaux et une certaine notoriété grâce à sa participation au film Pepi, Luci, Bom et autres filles du quartier de Pedro Almodóvar. En 1989, Fangoria est lancé officiellement et ce groupe connaît plusieurs succès en Espagne.

## Discographie
- 1991 : Salto mortal
- 1992 : Un dia cualquiera en Vulcano 1.0
- 1993 : Un día cualquiera en Vulcano 2.0
- 1995 : Un día cualquiera en Vulcano 3.0
- 1996 : La lengua asesina OST
- 1998 : Interferencias
- 1999 : Una temporada en el infierno
- 2000 : El infierno son los demás
- 2001 : Naturaleza muerta
- 2003 : Dilemas, amores y dramas
- 2004 : Arquitectura efímera
- 2005 : Naturaleza muerta remixes
- 2005 : Arquitectura efímera deconstruída
- 2006 : El extraño viaje
- 2007 : El extraño viaje revisitado
- 2009 : Absolutamente
- 2009 : Completamente
- 2010 : Una Temporada en Subterfuge
- 2010 : El Paso Trascendental del Vodevil a la Astracanada - Antologia de canciones de ayer y de hoy
- 2011 : Operación Vodevil En Vivo Y En Directo Desde el Benidorm Palace
- 2013 : Cuatricromía
- 2016 : Canciones para robots románticos
- 2017 : Miscelánea de canciones para robótica avanzada
- 2017 : Pianíssimo
- 2019 : Extrapolaciones y dos preguntas 1989 - 2000
- 2019 : Extrapolaciones y dos respuestas 2001 - 2019
- 2021 : Existencialismo Pop EP